# Intel 80186
Az Intel 80186 egy 1982-ben megjelent mikroprocesszor és mikrokontroller. Felépítése az Intel 8086 processzoron alapul, ahhoz hasonlóan 16 bites külső adatbusza van, amit egy 20 bites címbusszal multiplexel. Ennek egy 8 bites külső adatbusszal készült változata 80188 néven került forgalomba. Ezeket a processzorokat főleg beágyazott rendszerekbe szánták. A processzorok a 8086-hoz képest bővített utasításkészlettel rendelkeznek, különféle beépített perifériákat tartalmaznak: időzítőket, DMA-vezérlőt, megszakításvezérlőt és másokat; a változatokban kissé eltér a perifériák készlete. Az Intel 2007-ben megszüntette a gyártását, de helyettesítő csipek még kaphatók.

## Története
Az Intel 1982-ben jelentette meg a 80186 jelű beágyazott mikroprocesszort, amely a javított i8086-os mag mellett kiegészítő modulokat is tartalmaz, amelyek átveszik a külső támogató áramkörök feladatait; a processzor NMOS technológiával készült.
A technológiai fejlődés következtében az Intel 1987-ben kibocsátotta az i186 processzorok második generációját, az Intel 80C186-os processzorokat. Ezek a processzorok javított CHMOS III folyamattal készültek, ami az általános méretcsökkenés és egyéb tulajdonságok javulása mellett lehetővé tette az órajel kétszeresére való növelését és a fogyasztás egynegyedére való csökkentését. A lábkiosztás változatlan maradt.
1990-ben az Intel az i186-osok újabb sorozatát bocsátotta ki, ez az Intel 80С186EB, amely igen sok változást tartalmaz az előzőekhez képest. A processzormagot teljesen újratervezték, ami most modulárissá vált és a „80C186 Moduláris Mag” (80C186 Modular Core) elnevezést kapta. A támogató áramköröket szintén újratervezték, azokat szabványos interfész-modulokká alakították.
A 80C186EB processzor más támogató áramköröket tartalmaz, mint az eredeti 80186. Az újabb CHMOS IV folyamatra való áttérés és a moduláris technológia következtében csökkent az energiafelvétel és a disszipáció. Az i80C186EB processzort mobil eszközökben alkalmazták, pl. mobiltelefonokban.
1991-ben az Intel folytatta a sorozatot és megjelentette a 80C186 XL, 80C186 EA és 80C186 EC jelű processzorokat. Ezek szintén az i80C186 moduláris magon alapultak. Az i80C186XL processzor jellemzője a nagy teljesítmény alacsony fogyasztás mellett. Az i80C186EA processzor i80C186 magot tartalmaz és az energiafelvételt szabályozó lehetőségekkel van ellátva (teljesen statikus mag, energiatakarékos, tétlen és „tápfeszültség ki” üzemmódok). Az i80C186EC a többi processzorából hiányzó perifériákat is tartalmaz.
Az Intel összesen négy utótag-jelölést alkalmazott a 186-osok CMOS sorozatában: XL, EA, EB, EC. A 80C186XL és 80C188XL modellek alapverziók, kis eltéréssel megegyeznek a korábbi 80186/80188 modellekkel. A legfejlettebb változat az EC jelű.
Az EB sorozat csipjeiből hiányzik az energiatakarékos „zöld” üzemmód és a DMA vezérlő, az I/O portok 16 bitesek. Az EC sorozat csipjeiben megvan a watchdog időzítő, a DMA-vezérlő 4 csatornás, az I/O portok ezekben 22 bitesek. Az XL és EA sorozat csipjeiből hiányzik a watchdog és a soros kommunikációs egység, az XL modellekben nincs „tápfeszültség ki” (power down) üzemmód.

### Jellemzők

A 80186-os szerkezetének egyszerűsített blokkvázlata

A 80186-os sorozatot főleg beágyazott rendszerekhez és külső memóriát használó mikrovezérlőkhöz tervezték. Ezért tehát a járulékos IC-k számának csökkentése érdekében több speciális beágyazott egységet kapott, mint pl. órajelgenerátor, megszakításvezérlő, időzítők, várakozási állapot-generátor (wait state generator), DMA csatornák és külső chip-választó vonalak.
Kezdetben a 80186 processzor 6 MHz-es órajelen működött, de mivel a benne lévő mikrokód nagyobb helyet kapott, különösen a címszámításra vonatkozó részek, emiatt sok egyedi utasítást ez a processzor gyorsabban hajtott végre, mint egy azonos órajelű 8086-os processzor. Például az igen gyakori register+immediate címzési mód jelentősen gyorsabb volt, mint a 8086-osban. A szorzás és osztás is jelentős gyorsulást mutatott: négyszer olyan gyors lett, mint a 8086-osban, és a sokbites eltolásokat is hasonlóan majdnem négyszer gyorsabban hajtotta végre a processzor.
A 80186-osban néhány új utasítást vezettek be (a kibővített utasításkészletre néhány helyen 8086-2 jelöléssel hivatkoznak): enter/leave (több utasítást fog össze, a veremekeretek kezelésénél hasznos), pusha/popa (push/pop az összes regiszterre), bound (tömbindex-ellenőrzés: tömbhatáron belül esik-e), és az ins/outs utasítások (string input/output). A push, imul és a sokbites eltolás utasítások kaptak egy hasznos közvetlen (immediate) címzési módot. Ezek az utasítások és címzési módok a 80286-os és későbbi processzorokban is megvannak.
A 80186-os újratervezett CMOS verziója volt a 80C186 jelű processzor; ebben bevezették a DRAM frissítést, az energiatakarékos üzemmódot, és direkt interfészt az Intel 8087-es vagy 80187-es matematikai koprocesszorhoz.

### A beépített egységek
A 80186/80188 változataiba beépített egységek és bővítmények:
| Feladat                                   | 80C186XL 80C188XL | 80C186EA 80C188EA | 80C186EB 80C188EB | 80C186EC 80C188EC |
| ----------------------------------------- | ----------------- | ----------------- | ----------------- | ----------------- |
| bővített utasításkészlet                  | ✓                 | ✓                 | ✓                 | ✓                 |
| energiatakarékos (zöld) üzemmód           | ✓                 | ✓                 | – nincs           | ✓                 |
| „power down” üzemmód                      | – nincs           | ✓                 | ✓                 | ✓                 |
| 80C187 interfész                          | ✓                 | ✓                 | ✓                 | ✓                 |
| ONCE mód                                  | ✓                 | ✓                 | ✓                 | ✓                 |
| megszakításvezérlő                        | ✓                 | ✓                 | ✓                 | ✓ 8259-szerű      |
| időzítő (timer unit)                      | ✓                 | ✓                 | ✓                 | ✓                 |
| chipválasztó egység (chip selection unit) | ✓                 | ✓                 | ✓ bővített        | ✓ bővített        |
| DMA vezérlő                               | ✓ 2 csatornás     | ✓ 2 csatornás     | – nincs           | ✓ 4 csatornás     |
| soros kommunikációs egység                | – nincs           | – nincs           | ✓                 | ✓                 |
| memóriafrissítő (refresh controller)      | ✓                 | ✓                 | ✓ bővített        | ✓ bővített        |
| watchdog timer                            | – nincs           | – nincs           | – nincs           | ✓                 |
| I/O portok                                | – nincs           | – nincs           | ✓ 16 bites        | ✓ 22 bites        |

### Órajelgenerátor
A 80186/80188 mikroprocesszorok tartalmaznak beépített órajelgenerátort, amely a 8086/8088-as rendszerekben a külső 8284A áramkört helyettesíti. Ezt egy külső kristály vezérli, amely a processzor órajelfrekvenciájának kétszeresén rezeg, tehát pl. 8 MHz-es processzorhoz 16 MHz-es kristályt kell csatlakoztatni. A processzor órajele ki van vezetve, amely a többi külső áramkört vezérelheti. A 80186/80188 processzorok órajele 6, 8, 12, 16 vagy 25 MHz lehet.

### Programozható megszakításvezérlő
Angolul: programmable interrupt controller, PIC
Kezeli az összes belső és külső megszakítást és max. 2 külső 8259A PIC kapcsolható hozzá – ilyenkor a beépített vezérlő a mester szerepet kapja, a külső vezérlők pedig a szolgák. Bővítés nélkül, alapból 5 megszakítási szintet kezel: INT0 – INT3 és NMI, ami a legtöbb rendszerben elegendő. Az EC jelű csipekben két beépített 8259A PIC van.

### Időzítők
A timer rész 3 teljesen programozható 16 bites időzítőt tartalmaz. A Timer 0 és 1 külső felhasználású hullámformákat generál, és a processzor mester-órajele hajtja vagy külső órajelet kaphat. Külső események számlálására is használhatók.
A harmadik időzítő, a Timer 3 egy belső időzítő és a mester órajel vezérli.
A Timer 2 megszakítást generál meghatározott számú órajelütem után és időjelet szolgáltathat a többi időzítőnek. A Timer 2 watchdog időzítőként is használható, mivel megszakítás kiadására programozható egy bizonyos idő lejártával.

### Programozható DMA egység
A programozható DMA egység két DMA csatornát tartalmaz vagy négyet a 80C186EC/80C188EC modellekben. Minden csatorna képes adatokat mozgatni a memóriában (két memóriaterület között), a memória és I/O portok között, vagy csak I/O portok között. A DMA vezérlő a 8237 DMA vezérlőre hasonlít, a különbség csak annyi, hogy a 8237 eleve 4 csatornás, mint az EC modellben.

### Programozható lapkaválasztó egység
Angolul: programmable chip selection unit
A lapkaválasztó egység egy beépített programozható memória- és I/O dekóder. 6 kimeneti vonala van a memória, 7 kimeneti vonala I/O portok kiválasztására az XL és EA modellekben, és 10 közös memória és I/O választó vonala az EB és EC modellekben.
Az XL és EA modellekben a memóriaválasztó vonalak 3 csoportra vannak osztva, amelyek a 80186/80188 memóriatérkép három fő részét választják ki. Az alsó memóriaválasztó vonal a megszakítási vektorok memóriaterületét, a felső memóriaválasztó vonal a reset memóriaterületét, a középső vonalak négy fő közbeeső memóriaterület választását vezérlik. A memória alsó határa a 00000H, felső határa az FFFFFH címen van, a memóriaterületek mérete beállítható, a várakozási állapotokat (0-3 között) automatikusan közbeiktatja a terület kiválasztásakor.
Az XL és EA modelleknél minden programozható I/O választóvonal egy 128 bájtos I/O mezőt címez. A programozható I/O mező kezdetét a felhasználó állítja be, és a 7 128 bájtos blokk folytonos.
Az EB és EC modelleknél van egy felső és alsó memóriacsip-választó vonal és nyolc általános memória vagy I/O csip választó vonal. Ezeknél 0-15 várakozási állapot programozható.

### Energiatakarékos és kikapcsolt üzemmód
Angolul: power save/power down feature
Az energiatakarékos üzemmód az órajel 4, 8 vagy 16-tal való osztásával megengedi a rendszer lelassítását és ezáltal az energiafogyasztás csökkentését.
Ez az üzemmód szoftverből kezdeményezhető és egy hardveresemény szünteti meg, pl. egy megszakítás.
A kikapcsolt üzemmódban az órajel teljesen megszűnik (megáll); ez az üzemmód nem elérhető az XL verzióban. Ezt szoftverből a HLT (halt, megállás) utasítással lehet kezdeményezni és bármely megszakítás megszünteti.

### Memóriafrissítés-vezérlő
Angolul: refresh control unit
A frissítés-vezérlő egység generálja a frissítési sorcímet a beállított időintervallumokban. A frissítés-vezérlő egység nem multiplexeli a DRAM címeket, ez továbbra is a rendszer tervezőinek feladata. A frissítési cím a beprogramozott intervallum végén adódik át a memóriarendszernek a RFRSH vezérlőjellel együtt. A memóriarendszernek a RFRSH vezérlőjel ideje alatt kell futtatnia a memóriafrissítési ciklust.

### ONCE mód
Az ONCE (on-circuit emulation) üzemmód leválasztja a teljes csipet a környező áramkörről, anélkül, hogy azt el kellene távolítani a foglalatából és lehetővé teszi a processzor és az áramkör tesztelését. Ez igen hasznos a foglalatba forrasztott csipek tesztelésénél.

## Technikai adatok
- Megjelent: 1982
- CPU architektúra: CISC
- Órajel, MHz*: 6, 8, 10, 12, 13, 16, 20, 25
- Regiszterek mérete: 16 bit
- Adatsín mérete: 16 bit
- Címsín mérete: 20 bit
- Címezhető memória: 1 MiB
- Technológia: NMOS, később CMOS (80C186/80C188)
- Gyártási folyamat: 2 μm
- Chip mérete, mm²: ?
- Tranzisztorok száma: 55 000[12]
- Tápfeszültség: 2,9~3,3 V
- Foglalat: alaplaphoz forrasztva
- Tokozás: 68L (LCC, PLCC, PGA), 80L (QFP, SQFP)[13], 100L (PQFP)

(*) Lehetséges, hogy léteztek más órajelű modellek is. A helyettesítő modellek órajele magasabb: 30, 50, 85, 88, 90 MHz

## Felhasználása

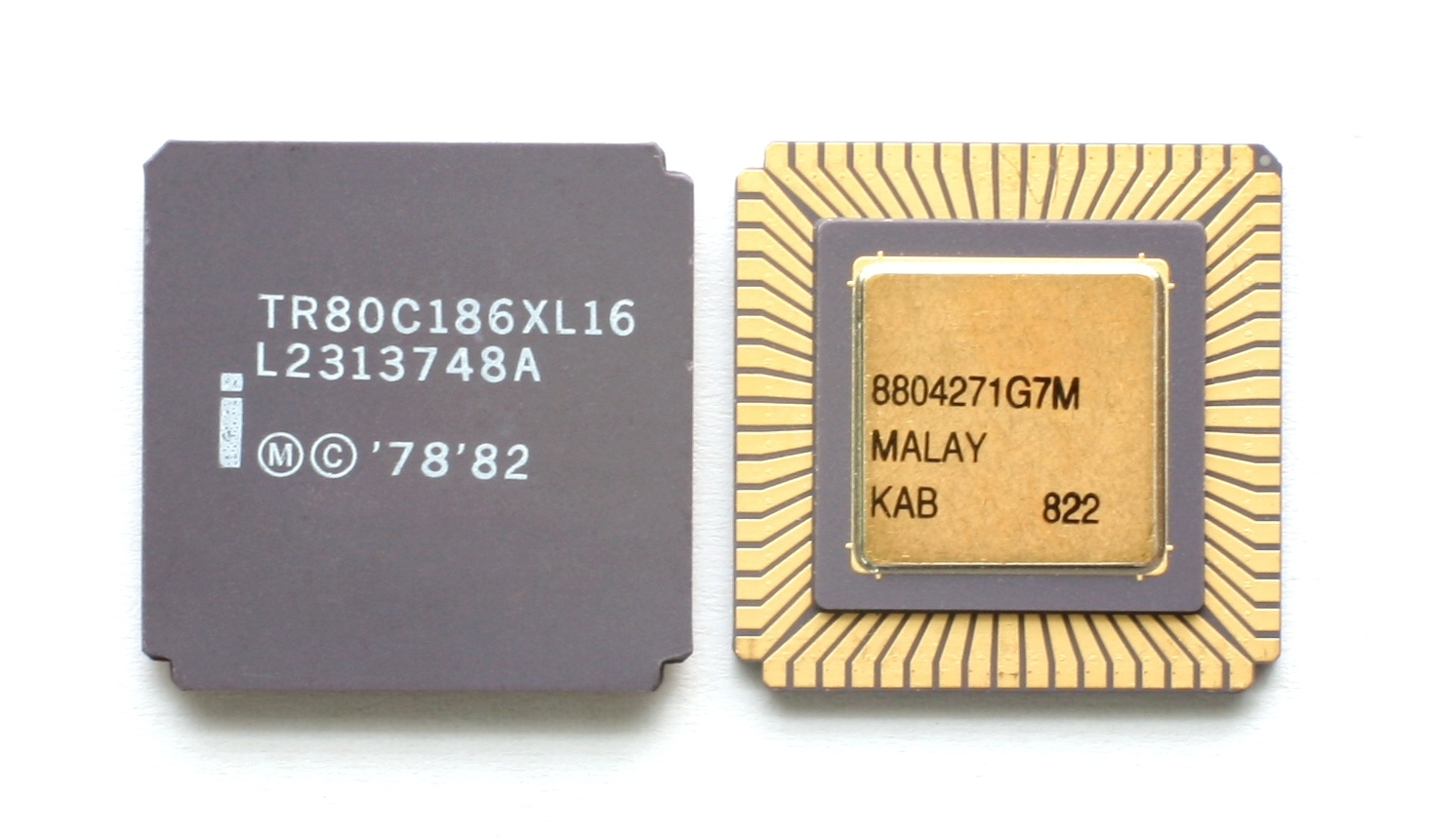
Intel R80C186 CPU, CLCC lábnélküli kerámia tokozásban, felül- és alulnézet

### Személyi számítógépekben
Mint a soronkövetkező processzor, a 80186-os lett volna a 8086-os kézenfekvő utóda a személyi számítógépekben. Azonban mivel az integrált elemek miatt nem volt kompatibilis az eredeti IBM PC hardverével, helyette a 80286-os processzort alkalmazták az IBM PC/AT típusú gépekben.
Ennek ellenére készült néhány számítógép, amely a 80186-ost használta központi processzorként, ezek közül néhány jelentősebb típus: az ausztrál Dulmont Magnum laptop, amely egyike volt az első laptopoknak; a Wang Office Assistant, amelyet önálló, PC-szerű szövegszerkesztőként (word processor) hirdettek; a Mindset számítógép; a Siemens PC-D, amely nem volt 100%-osan IBM PC-kompatibilis, de futott rajta az MS-DOS 2.11 operációs rendszer (ld.: de:Siemens PC-D); a Compis (egy svéd iskolaszámítógép); az RM Nimbus (egy angol iskolaszámítógép); az Unisys ICON (kanadai iskolaszámítógép); az ORB Computer (az ABS gyártmánya); a HP 100LX, HP 200LX, HP 1000CX és HP OmniGo 700LX; a Tandy 2000 asztali gép (korához képest jó grafikájú, valamennyire PC-kompatibilis gép); a Philips :YES; a Nokia MikroMikko 2 (magyarul kb. Mikro-Misi). Az Acorn készített egy Master 512 nevű bővítőkártyát a BBC Master számítógépcsaládhoz, amelyen egy 80186-10 processzor és 512 KiB RAM kapott helyet.

### Egyéb eszközök
Az Intel 80186-ost elsősorban különféle elektronikus eszközökbe (nem feltétlen számítógépekbe) beépített processzornak szánták. Változata, az Intel 80188 pl. az Intel 14.4EX modemben működött (1991-ben); a 16 MHz-es processzor az előre irányuló hibajavítás (FEC), a rácskód-moduláció (trellis coded modulation) és a visszhangelnyomáshoz szükséges komplex számításokat végezte.
A korai Airbus A320 repülőgépek vezérlőrendszere Intel 80186 és Motorola 68010 processzorokat tartalmazott, ám ezeket később (1988-ban) 80286-osok váltották fel.
2006 májusában az Intel bejelentette, hogy 2007 szeptemberétől megszünteti a 186-os gyártását (több más típussal együtt), de más gyártók tovább gyárthatják az azonos lábkiosztással és utasításkészlettel rendelkező helyettesítőket, egyesek FPGA és ASIC alapokon.

## Fordítás
- Ez a szócikk részben vagy egészben  az   Intel 80186 című angol Wikipédia-szócikk ezen változatának fordításán alapul.  Az eredeti cikk szerkesztőit annak laptörténete sorolja fel. Ez a jelzés csupán a megfogalmazás eredetét és a szerzői jogokat jelzi, nem szolgál a cikkben szereplő információk forrásmegjelöléseként.
- Ez a szócikk részben vagy egészben  az   Intel 80186 című orosz Wikipédia-szócikk ezen változatának fordításán alapul.  Az eredeti cikk szerkesztőit annak laptörténete sorolja fel. Ez a jelzés csupán a megfogalmazás eredetét és a szerzői jogokat jelzi, nem szolgál a cikkben szereplő információk forrásmegjelöléseként.